# Har Kena’an
Har Kena’an (hebr. הר כנען) – góra położona w północno-wschodniej części Górnej Galilei na północy Izraela. Wznosi się na wysokość 936 m n.p.m.

## Geografia
Har Kena’an jest górą wznoszącą się od zachodu nad depresją Rowu Jordanu, którą płynie rzeka Jordan. Różnica wysokości między dnem rowu a szczytem wzniesienia wynosi tutaj dokładnie 936 metrów. Na północnym zachodzie wznosi się sąsiednia góra Har Birijja (955 m n.p.m.). Razem tworzą one jeden wspólny masyw górski, na którego południowych zboczach rozciąga się miasto Safed. W kierunku wschodnim spływa strumień Faram, Ha-Me’agel i Mahanaim (do rowu Jordanu), w kierunku północnym spływa strumień Jawnit (do wadi strumienia Dalton), w kierunku zachodnim strumienie No’azim, Sechwi i Birigja (do wadi strumienia Ammud), a w kierunku południowym spływają strumienie Achbara, Razim i Ecbonit (do wadi strumienia Ammud). Północne i zachodnie zbocza masywu górskiego porasta las Ja’ar Birijja. Po drugiej stronie wadi strumienia Ammud wznosi się masyw góry Meron (1208 m n.p.m.).
Szczyt góry jest zbudowany w większości ze skał wapiennych, które tworzą skalisty krajobraz. Skały te podlegają silnym procesom wietrzenia i erozji. Dodatkowo ruchy tektoniczne powodują rozbijanie i pękanie twardych warstw wapiennych. Pęknięcia są wykorzystywane przez wody podziemne, które wybijają źródłami. Ten typ wietrzenia tworzy system kanałów i naturalnych rowów, które przyjmują różnorodne kształty. Średnia opadów rocznych wynosi 800 mm.

## Historia
Badania archeologiczne odkryły w rejonie góry pozostałości dawnego grodziska, które nazwano Livni. W czasie wojny żydowsko-rzymskiej (66-73) znajdowały się tutaj jedne z najważniejszych fortyfikacji obronnych w Galilei. Zostały one zniszczone przez Rzymian. Talmud Jerozolimski wspomina, że na szczycie góry wraz z nastaniem nowiu księżyca rozpalano duże ogniska. Był to oficjalny znak do rozpoczęcia celebracji największych świąt żydowskich.
Podczas wojny domowej w Mandacie Palestyny i I wojny izraelsko-arabskiej w 1948 roku w rejonie góry operowały jednostki szturmowe żydowskiego Palmach.

## Obecne wykorzystanie
Obecnie obszar szczytu zajmuje park oraz osiedla mieszkaniowe. Jest tutaj najstarsza stacja meteorologiczna w kraju. Działa ona nieprzerwanie od 1939 roku, jednak od drugiej połowy lat 90. XX wieku jest w pełni zautomatyzowana.
W północno-wschodniej części góry jest położona baza wojskowa Pacan, która mieści sztab Północnego Dowództwa, batalion łączności Korpusu Inżynieryjnego oraz żandarmerię wojskową. Na sąsiedniej górze Har Birijja znajduje się baza wojskowa Birijja, w której mieszczą się instalacje łączności Północnego Dowództwa oraz baterie rakietowych systemów ziemia-powietrze MIM-104 Patriot.